# Lillavan, Jämtland
Lillavan är en sjö i Bergs kommun i Jämtland och ingår i Ljungans huvudavrinningsområde. Sjön har en area på 0,189 kvadratkilometer och ligger 830,6 meter över havet. Sjön avvattnas av vattendraget Arån.

## Delavrinningsområde
Lillavan ingår i det delavrinningsområde (698390-137832) som SMHI kallar för Inloppet i Lill-Lövsjön. Medelhöjden är 814 meter över havet och ytan är 22,37 kvadratkilometer. Räknas de 3 avrinningsområdena uppströms in blir den ackumulerade arean 34,55 kvadratkilometer. Arån som avvattnar avrinningsområdet har biflödesordning 2, vilket innebär att vattnet flödar genom totalt 2 vattendrag innan det når havet efter 299 kilometer. Avrinningsområdet består mestadels av skog (54 procent) och kalfjäll (43 procent). Avrinningsområdet har 0,19 kvadratkilometer vattenytor vilket ger det en sjöprocent på 0,8 procent.